# Kanton Lure-Nord
Der Kanton Lure-Nord war ein von 1985 bis 2015 existierender französischer Wahlkreis im Arrondissement Lure, im Département Haute-Saône und in der Region Franche-Comté. Sein Hauptort war Lure.

## Gemeinden
Der Kanton umfasste 13 Gemeinden und einen Teil der Stadt Lure:
| Gemeinde                      | Einwohner | Code postal | Code Insee |
| ----------------------------- | --------- | ----------- | ---------- |
| Adelans-et-le-Val-de-Bithaine | 251       | 70200       | 70004      |
| Amblans-et-Velotte            | 288       | 70200       | 70014      |
| Bouhans-lès-Lure              | 212       | 70200       | 70081      |
| La Côte                       | 476       | 70200       | 70178      |
| Franchevelle                  | 310       | 70200       | 70250      |
| Froideterre                   | 311       | 70200       | 70259      |
| Genevreuille                  | 138       | 70240       | 70262      |
| Lure                          | 8727      | 70200       | 70310      |
| Malbouhans                    | 339       | 70200       | 70328      |
| La Neuvelle-lès-Lure          | 280       | 70200       | 70385      |
| Pomoy                         | 155       | 70240       | 70416      |
| Quers                         | 324       | 70200       | 70432      |
| Saint-Germain                 | 1194      | 70200       | 70464      |

1. ↑  Teil der Gemeinde